# Under Stars
Albums de Amy Macdonald
Life in a Beautiful Light
(2012) The Human Demands
(2020)
Under Stars est le quatrième album d'Amy Macdonald, sorti en 2017.

## Liste des titres
| No  | Titre             | Durée |
| --- | ----------------- | ----- |
| 1.  | Dream On          | 3:19  |
| 2.  | Under Stars       | 3:42  |
| 3.  | Automatic         | 3:17  |
| 4.  | Down By the Water | 3:27  |
| 5.  | Leap of Faith     | 3:04  |
| 6.  | Never Too Late    | 4:07  |
| 7.  | The Rise & Fall   | 3:14  |
| 8.  | Feed My Fire      | 3:16  |
| 9.  | The Contender     | 3:36  |
| 10. | Prepare to Fall   | 4:30  |
| 11. | From the Ashes    | 3:36  |

## Classements
| Classement                    | Meilleure position |
| ----------------------------- | ------------------ |
| Allemagne (Media Control AG)  | 2                  |
| Autriche (Ö3 Austria Top 40)  | 4                  |
| Belgique (Flandre Ultratop)   | 21                 |
| Belgique (Wallonie Ultratop)  | 15                 |
| Espagne (Promusicae)          | 75                 |
| France (SNEP)                 | 88                 |
| Pays-Bas (Mega Album Top 100) | 18                 |
| Royaume-Uni (UK Albums Chart) | 2                  |
| Suisse (Schweizer Hitparade)  | 1                  |